# Parque Nacional Shiretoko
O Parque Nacional Shiretoko é um parque nacional japonês, localizado na prefeitura de Hokkaido. Extendendo-se por 38 836 hectares, foi designado parque nacional em 1 de junho de 1964.